# 今田智久
今田 智久（いまだ ともひさ、1956年9月5日 - ）は、日本の実業家。静岡鉄道株式会社元代表取締役社長。

## 人物・経歴
1956年、静岡県生まれ。1980年3月立教大学経済学部卒。同年4月に静岡鉄道株式会社に入社。1999年総務部長、2001年取締役不動産部長、2005年常務取締役、2007年より新静岡再開発推進室長を兼務。2009年専務取締役、2013年に代表取締役専務。2015年4月より代表取締役社長に就任。